# ファミスタモバイル
『ファミスタモバイル』（Famista Mobile）は、2004年からバンダイナムコゲームス（旧・ナムコ）が配信している携帯電話アプリ。文字通り同社が発表している野球ゲーム「ファミスタシリーズ」の一つに当たる。iアプリ（FOMA）・EZアプリ（BREW）・S!アプリ（3G）版が配信されている。
本項では、iアプリ・EZアプリで2006年から2007年までファミスタモバイルのサイト内で配信されていたファミスタクラシックについても記述する。

## ファミスタモバイル
『ファミスタモバイル』は「ファミリースタジアム」とは異なり、日本野球機構（NPB）のライセンスにより球団名・選手名を実名化しているバージョンである。また、2007年10月にはセ・パ両リーグのクライマックスシリーズを再現した「ファミスタモバイル07 クライマックス」が配信された。
実在する12球団の支配下登録選手全員を網羅しているのが特徴であり、この他に12球団ベストオーダーとナムコスターズの計14球団が登場する。選手データは月単位で更新されるが、新データを上書きした場合はそれまでのペナントレース成績も同時に消去されるので注意が必要である。また、怪我等で二軍落ちやレギュラーを外された選手は有名、無名関係なく大きく能力が急落するので、毎月選手の能力チェックが必要である。なお、ナムコスターズは成績に多少の上下はあるものの2004年の配信開始から選手は全く入れ替わっていない。
球場は初期設定のピッカリドーム以外にも複数の種類が用意されているが、球場データは1種類しか登録不可のため別のデータを上書きした場合は前に登録されていた球場のデータは消去される。2008年5月現在の球場データは以下の通り。
- ピッカリドーム（初期設定）
- 浜風球場（阪神甲子園球場がモデル）
- 丘陵ドーム（西武ドームがモデル）
- エアードーム（東京ドームがモデル）
- うまかドーム（福岡Yahoo! JAPANドームがモデル）
- だがやドーム（ナゴヤドームがモデル）
- 運動公園球場（スカイマークスタジアムがモデル）
- 海辺スタジアム（千葉マリンスタジアムがモデル）
- 河川敷球場（旧・巨人軍多摩川グラウンドがモデル）

育成くん
「育成くん」は「ワールドスタジアムEX」以降に登場する「分身くん」と同様、オリジナルの選手を作成して育てるモード。当初はiアプリ版で配信されていたミニアプリ用の「ホームラン競争」「ダイヤモンドフラッグ」「レーザービーム」を始めとする各種のミニゲームで成績に応じて能力を上昇させる方式が採られていたが、2007年版よりこれらのミニゲームは廃止され「育成くんリーグ」に統合された。

### ファミスタワイド
『ファミスタワイド』（Famista WIDE）は、2007年12月からS!アプリ向けに配信されているファミスタモバイルの横画面版。対応機種はシャープのAQUOSケータイ専用となっている。内容は横画面であること以外、ファミスタモバイルと同じである。

## ファミスタモバイル08
『ファミスタモバイル08』（Famista Mobile 08）は2008年4月から配信されている2008年バージョンである。音楽、画面が全て一新されている。
球場は前作同様、初期設定のピッカリドーム以外にも複数の種類が用意されているが、球場データは1種類しか登録不可のため別のデータを上書きした場合は前に登録されていた球場のデータは消去される。2009年2月現在の球場データは以下の通り。
- ピッカリドーム（初期設定）
- だがやドーム（ナゴヤドームがモデル）
- 河川敷球場（旧・巨人軍多摩川グラウンドがモデル）
- 浜風球場（阪神甲子園球場がモデル）
- 港の横球場（横浜スタジアムがモデル）
- アジア球場（モデル不詳。当時北京オリンピックが行われていたことに因み、世界各国にある公式野球場をイメージしたものと思われる。）
- 杓文字球場（広島市民球場がモデル）
- 北道ドーム（札幌ドームがモデル）
- 杜の球場（クリネックススタジアム宮城がモデル）
- 東の森球場（明治神宮野球場がモデル）
- なにわドーム（大阪ドームがモデル）
- 運動公園球場（スカイマークスタジアムがモデル）

育成くんは前作同様試合のみに適用されている。
新機能としてアイテムが追加。2008年4月より会員に月ごとポイントが付与され、サイトでガチャをすることにより試合を有利に戦えるアイテムが用意されている。アイテムには、安打や本塁打が出やすくなる打撃用、ピッチング能力が上がる守備用のアイテムがあり、アイテムにはレベルがありレベルが高いほど効果や効果の持続力が高くなる。また、代打ち、代投げができる助っ人や、育成くんの成長ポイントが増えるレアアイテムもある。
アイテムは以下の通り。
攻撃用
- 職人バット（ミート（ヒット性の数値）増加）
- 怪力バット（パワー（長打力）増加）
- 三冠バット（パワー、ミート増加）
- 音速スパイク（走力、リード幅増加）
- リストバンド（調子増加）

守備用
- ロケットボール（球速増加）
- 横魔球（左右変化増加）
- 縦魔球（下変化増加）
- 鉄壁グラブ（守備、走力、肩増加）
- スタミナドリンク（スタミナ回復）

助っ人（打）
OB打者に変身する。
助っ人（投）
OB投手に変身する。
特殊
- 育成カード（育成ポイントが倍になる。育成選手のいるペナントのみ有効）

## ファミスタモバイル09
『ファミスタモバイル09』（Famista Mobile 09）は2009年4月9日から配信されている2009年バージョンである。
前作からの大きな改善点として、
- 名前が外国人の登録名を除き、全てフルネーム表示。
- 音楽（一作からのオリジナル、変わったアレンジの二種類になった。）
- ゲームバランスの大きな改定（どんづまりのピッチャーゴロが多くなる、走力が変わり、盗塁失敗率、盗塁阻止率がアップしたが、ライト前ヒットがライトゴロになる事が多くなった。スタミナが長く続くようになる。）
- オートセーブの改定（回毎から、試合毎になり試合を中断しないと試合データが消えてしまう。）
- アップロードされる球場が、創作の物に。

である。
球場は、初期設定のピッカリドーム、河川敷球場以外にも複数の種類が用意され、順次アップロード予定。ピッカリドーム、河川敷球場以外の球場は、ダウンロードすると消えていく。2010年3月現在の球場データは以下の通り。
- ピッカリドーム（初期設定）
- 河川敷球場（初期設定。旧・巨人軍多摩川グラウンドがモデル）
- 外国球場（左中間、右中間のふくらみが大きく、フェンスが低い。）
- ゼビウススタジアム（ナムコのゲーム、ゼビウスを模した球場。変形の八角形にまっすぐでふくらみの無い、少々高いフェンス、ピッチャーマウンド、ベース周辺が芝、内外野が土と逆転しているのが特徴。）
- もろこし球場（ファミスタ'91にあったとうもろこし球場のリメイク。前面草で、外野が河川敷球場より狭い。）
- ストーンコロシアム（内野がレンガ、外野がコンクリート。外野が広くフェンスが非常に高く、本塁打が出にくい。）
- ドリームスタジアム（特に特徴は無し）
- シップスタジアム（船の甲板に作られた、ベースの周りが板という球場。船と言う事で細長く、両翼が極端に狭い。球界道中記のメガドライブ版のシップスタジアムのリメイク。）
- グリーンパーク（左翼にフェンウェイパークのようなグリーンモンスターが備えられているが、右翼がそれ以上に狭く、ふくらみが無い。）
- サイバードーム（近未来的な球場、全部が機械風のフィールド。）
- オアシスパーク（全面砂。それ以外は河川敷球場と変わらない。球界道中記のアービアンスタジアムのリメイク。）
- お堂球場（マウンド以外全面砂利と砂。バックスクリーンに寺が構えている。）
- 雪国球場（雪山から掘り出された前面土の球場。広さとフェンスがやや低い所はお堂球場と類似。）
- おもちゃ球場（野球盤を模した野球場。バックスクリーンにも客がいる。フェンスが低く、外野が河川敷より狭いため、投手から本塁打が出ることが珍しくない。乱打戦必死。）

育成くんは前作同様だが、新しく1人と、別アプリ「ファミスタトライアウト」で、育成した選手を成長させる事が出来る。また、08より選手データを受け継げる。
新モードとして、マイチームが設けられ、オープン戦、リーグ戦で使用でき、ガチャで選手を補充、スキルを設定で条件下で、応援で選手をパワーアップすることができる。
オープン戦でオールスターが使用できるようになった。

## ファミスタモバイル2010
2010年4月1日配信開始。
マイチームの選手ガチャがアプリで、できるようになり、育成くんは09より引き継ぐことができ、能力アップは練習という形で運任せになった。大きな違いとして、
- マイチームを持ってる場合、OB球団と対戦できる。（オープン戦でも使用可）全て先攻であるため、不利。
- 同じくマイチームを持っていると、「ファミモバペナント」として全国のユーザーと対戦ができる。（3回戦を1日3回、DH制は採用されない。全て先攻。）育成くんもマイチームに参加できる。
- ファインプレーの追加。
- 野外の場合風が追加。
- ボールが高くバウンドするようになり、捕球で前進すると、打球が選手を飛び越える。
- ラッキー7で全員の調子が良くなる。
- 玉の動きが全体的に遅くなる。そのため、盗塁の成功率が元に戻った。
- COMが積極的に盗塁する。
- COMが意識的に勝負を避ける。フォアボールを使う。
- 守備の操作が内野と外野一人一人に分けられ、COM同士お見合いする、COMが途中で追いかけるのをやめるといった不可解な行動を取る、外野への打球の処理が遅れるといった弊害が生まれる。
- 本塁打が飛びやすいと苦情を受け、ゲームバランスを見直したが、今度は内外野の間に落ちるようになりCOMの打線がつながりやすくなった。

等難易度がかなり上がった。
- 7月からナムコスターズ、既存球団を大きく上回る、打率、本塁打を誇る「ブラックナムコスターズ」が新登場。
- 今回の球場
  - 外国球場
  - 森林公園球場 - スカイマークスタジアムがモデル。
  - トキスタジアム - 新潟県立鳥屋野潟公園野球場（HARD OFF ECOスタジアム新潟）がモデル。
  - 砂浜パーク - 砂浜に作られた全面砂の球場。フェンスが低く、狭い。
  - 大草原球場 - ファミスタ'90の大草原球場のリメイクだが、ファミコン版と違い左翼と右翼のフェンスが画面一杯で区切られている。ランニング本塁打の出やすさは相変わらず。
  - 西の森ドーム - 西武ドームがモデル。
  - 新杓文字球場 - MAZDA Zoom-Zoom スタジアム広島のようなフィールドと大きさ、広島市民球場 (初代)の概観を備える球場。
  - キャニオンフィールド - 鉱山を掘った穴の中に作った球場。常に風が吹き、最大7メートル吹くことも。高地を再現するため玉が飛びやすくなっている。
  - ルナドーム - 月面に作られたドーム。フィールドが大きく、フェンスも高いが、ふくらみが無い。速度が遅く、ポップフライが良く飛び、たまに送球が乱れることがある。
  - アイスフィールド - 氷上の上に作られた球場、狭くレフト側のフェンスが大きい。氷であるため、ゴロが滑ってフェンスに直撃する。
  - さくら球場 - 全体が桜で包まれ、お花見客が見ている。スコアボードの一部がさくらで隠れている。

## ファミスタモバイル2011
2011年4月7日配信開始。マイチームがトーナメントになり、ガチャもサイトのポイント以外は、先発、リリーフ、内野手、外野手、ランダムに別れた。オーナーの指令するミッションが登場し、成功すると成長したり、ボーナスポイントをくれるようになった。スタミナをバーで表現した。
バランスを見直し、打球が急落下するようになり本塁打が減った。
- 登場する球場
- 外国球場
- 海辺スタジアム（千葉マリンスタジアム（QVCマリンフィールド）がモデル）
- 四国スタジアム（松山坊っちゃんスタジアムがモデル）
- 東北球場（宮城球場（クリネックススタジアム宮城）がモデル）
- 浜風球場
- どさんこドーム（札幌ドームがモデル）
- つばめ球場（明治神宮球場がモデル）

## その他のモバイル

### ファミスタトライアウト
エディット選手のもう一つの枠として作られた。ミニゲームをプレイして合格すれば、選手に登録される。

### ファミスタモバイル08クライマックス
シーズン3位のチームになり、クライマックスシリーズを戦い抜く。

## ファミスタクラシック
『ファミスタクラシック』（Famista Classic）は、2006年12月10日がファミコン版「プロ野球ファミリースタジアム」発売より20周年であることを記念してiアプリで配信開始されたスペシャルバージョン。2007年1月よりEZアプリ版の配信も開始されている。
1986年発売のファミコン版第1作を忠実に再現することを目指して作られており、勝ち抜き戦モードでは1986年以降の歴代ナムコスターズと対戦することが出来る。